# Carl von Karstedt (Politiker)

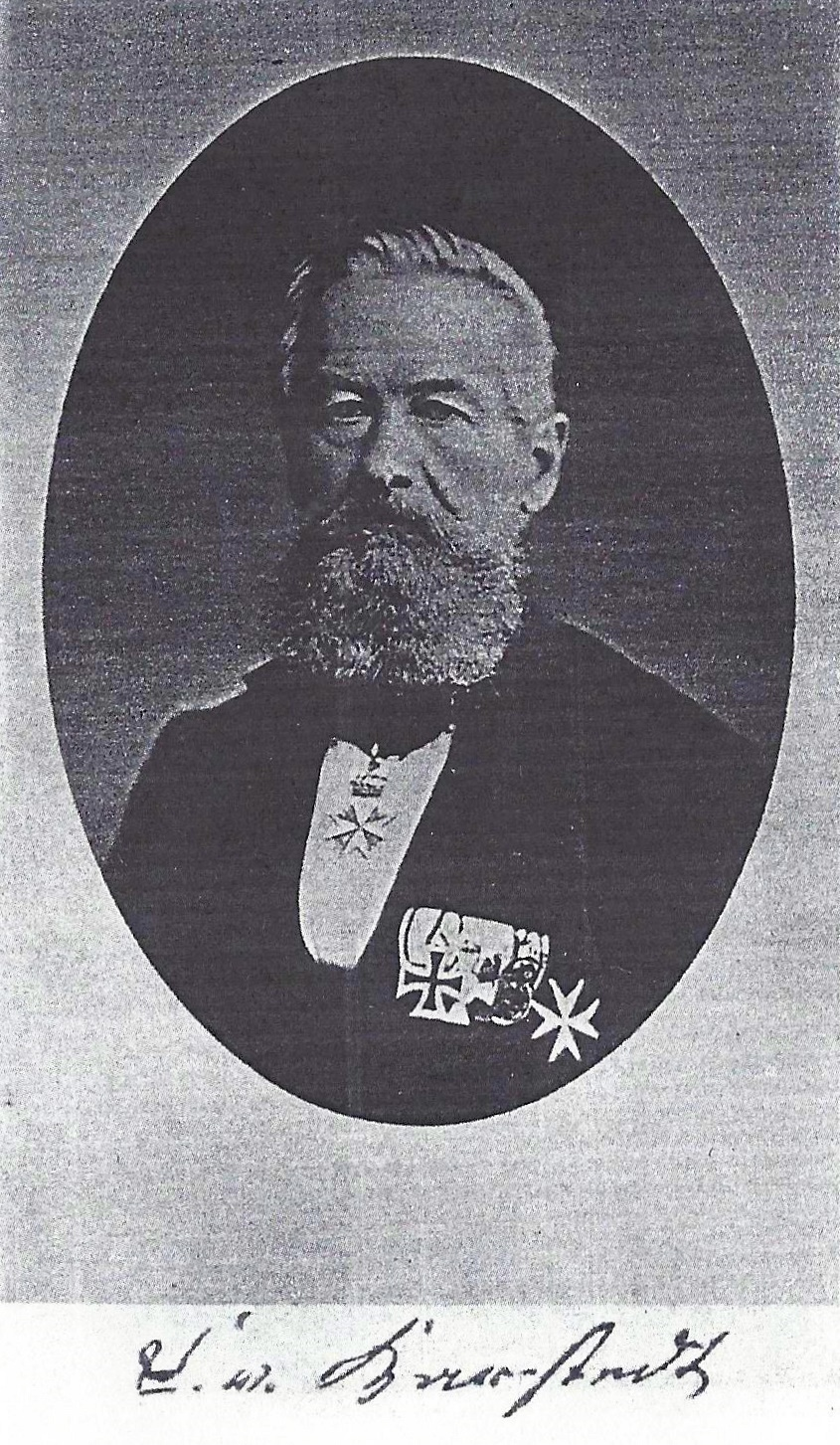
Carl von Karstedt

Carl Otto Sigismund von Karstedt (* 20. Januar 1811 in Klein Linde, Prignitz; † 6. Juni 1888 in Fretzdorf) war ein deutscher Großgrundbesitzer in der Prignitz. Vor und nach der Deutschen Reichsgründung saß er im Reichstag.

## Familie
Karstedts Eltern waren Friedrich Leopold Ferdinand Ernst von Karstedt (* 21. August 1788; † 23. August 1812) und Karoline Philippine Christiane Heinriette von Calbo (* 15. Januar 1790; † 18. August 1823). Nach dem Tod von Friedrich heiratete sie Karl von Brauchitsch (1780–1858), deren Sohn Wilhelm von Brauchitsch war sein Stiefbruder. Carl von Karstedt heiratete am 1. November 1840 in Wölbis Welly Glycere Friederike Brand von Lindau (* 19. März 1819; † 21. November 1883) aus dem Haus Schmerwitz. Sie sind die Stammeltern aller noch lebenden von Karstedt.

## Leben
Nach dem Besuch des Berlinischen Gymnasiums zum Grauen Kloster studierte Karstedt Rechtswissenschaft an der Friedrich-Wilhelms-Universität zu Berlin, der Ruprecht-Karls-Universität Heidelberg und Rheinischen Friedrich-Wilhelms-Universität Bonn. Er wurde Mitglied des Corps Saxo-Borussia Heidelberg (1831) und des Corps Borussia Bonn (1833). Danach diente er als Einjährig-Freiwilliger in der Preußischen Armee, aus der er als Premierleutnant ausschied. 1835 übernahm er die Verwaltung der elterlichen Güter. Später besaß Karstedt insgesamt acht Rittergüter, unter anderem als Majorat Kaltenhof mit Rittergut Klein Linde, Hauptsitz war nachmals Fretzdorf.
1851 wurde er Mitglied der I. Preußischen Kammer. Von 1854 bis zu seinem Tod gehörte er dem Preußischen Herrenhaus an. Ab 1867 saß er im Reichstag (Norddeutscher Bund). Von 1871 bis 1874 vertrat er den Wahlkreis Potsdam 2 (Ost-Prignitz) für die Konservative Partei (Preußen) im Reichstag (Deutsches Kaiserreich). Karstedt war der erste Fideikommissherr auf Fretzdorf und in gleicher Funktion auf Klein Linde, beide Gutsbereiche bildeten also einen gesonderten Wirtschaftsbereich. Carl von Karstedt war Rechtsritter des Johanniterordens. Ganz zuletzt wurde er ebenso zum Stifts- und Klostervorsteher von Heiligengrabe gewählt.
Er starb mit 77 Jahren im Dreikaiserjahr. Das Rittergut Kaltenhof mit Kleine Linde, etwa 674 ha, erbte der dritte Sohn Reimar von Karstedt. Fretzdorf erhielt der älteste Sohn Achim von Karstedt.

## Ehrungen
Unvollständige Liste
- Ehrenmitglied des Corps Borussia Bonn[2]